# Om mani padme hum
Om mani padme hum (Sanskrit ॐ मणिपद्मे हूँ oṃ maṇi-padme hūṃ, IPA: [õːː mɐɳɪpɐdmeː ɦũː], tibetisch ཨོཾ་མ་ཎི་པ་དྨེ་ཧཱུྃ) ist ein buddhistisches Mantra in Sanskrit, das dem Bodhisattva des Mitgefühls Avalokiteshvara zugeordnet wird. Es soll schon im 5. Jahrhundert durch das Karandavyuha-Sutra nach Tibet gelangt sein, als dort der König Lha Thothori Nyantsen herrschte. Es ist das älteste und bis heute populärste Mantra des tibetischen Buddhismus.

## Aussprache
Die tibetische Aussprache unterscheidet sich von der oben genannten Sanskrit-Aussprache:  

Wave und Real Audio.

## Ursprüngliche Bedeutung

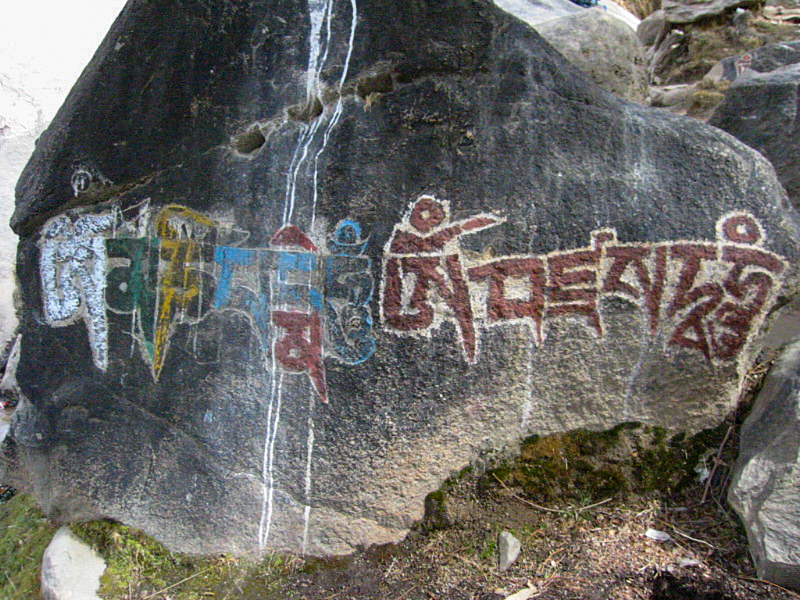
Om mani padme hum (bunt) auf einem Felsen am Potala-Palast, daneben in Rot das Mantra Vajrasattvas

Om ist eine Silbe, die nicht durch einen bestimmten ihr zugeordneten Wortsinn, sondern durch ihren Klang bedeutsam ist; im Hinduismus ist sie auch als eigenständiges Mantra sehr beliebt. Die abschließende Silbe hūṃ dient der Bekräftigung und wird manchmal mit „Heil!“ übersetzt; ihre Bedeutung liegt aber ebenso wie diejenige von oṃ nicht in einem bestimmten Wortsinn, sondern im Klang.

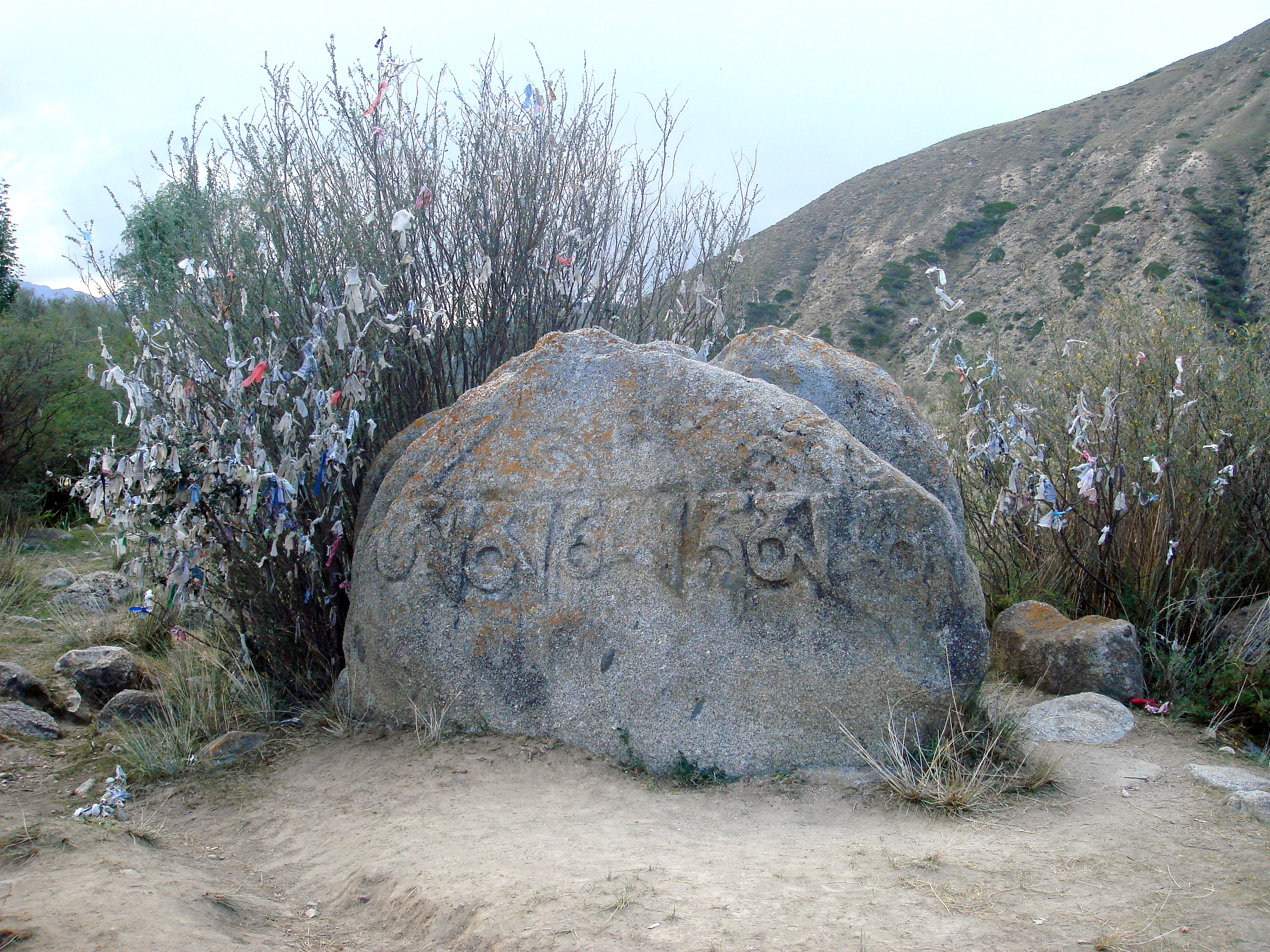
Om mani padme hum als Inschrift auf einem Schriftstein von Tamga Tasch in Kirgisistan

Die ursprüngliche Bedeutung von manipadme ist nicht bekannt; in der Forschung sind eine Reihe von Hypothesen vorgetragen worden, die mit unterschiedlichen sprachlichen oder inhaltlichen Schwierigkeiten behaftet sind. Die verbreitetste Annahme besagt, die Bedeutung sei „Juwel im Lotos“, wobei padme (Lotos) als Lokativ aufgefasst wird. Dann müsste aber maṇi (Juwel) im Nominativ stehen, was nicht der Fall ist. Vielmehr lässt die Form maṇi- erkennen, dass maṇi-padme ein zusammengesetztes Substantiv ist. Wenn man von dieser Voraussetzung ausgeht, bestehen verschiedene Deutungsmöglichkeiten. Eine davon ist „Juwel und Lotos“, eine andere „Juwelen-Lotos“ (im Sinne von „aus Juwelen bestehender Lotos“). Die Befürworter der letzteren Interpretation neigen dazu, hierin den Namen einer angerufenen Person zu sehen, der die Qualitäten von Juwel (Kostbarkeit) und Lotos (Reinheit) zugeschrieben werden. In diesem Fall ist maṇi-padme als Vokativ aufzufassen. Dieser Lösungsvorschlag stößt aber auf die Schwierigkeit, dass ein maskuliner Vokativ anders lauten würde, die angesprochene Person also weiblich sein muss. Der zweite Wortbestandteil ist dann nicht das maskuline padma (Lotos), sondern eine davon abgeleitete feminine Form padmā als Teil eines weiblichen Namens. Die angesprochene Person kann somit nicht der Bodhisattva selbst sein, sondern nur eine ihn begleitende weibliche Gottheit. Eine Alternative ist, das ganze zusammengesetzte Substantiv als maskulinen Lokativ zu betrachten. Dann ist die Bedeutung nicht „Om, Juwel im Lotos“, sondern „Om im Juwelen-Lotos“.

## Interpretationen
Für den tibetischen Buddhismus sind die sechs Silben om mani peme hung Ausdruck der grundlegenden Haltung des Mitgefühls. In ihrem Rezitieren drückt sich der Wunsch nach Befreiung aller Lebewesen aus dem Kreislauf der Wiedergeburten aus. Durch das Rezitieren der sechs Silben sollen die sechs angestrebten Vollkommenheiten verwirklicht und eine künftige Wiedergeburt in den im Lebensrad dargestellten sechs Daseinsbereichen verhindert werden. Daher kommt dem auch als sechssilbiges Mantra bekannten om mani peme hung traditionell eine Vorrangstellung zu:

„Keines unter den vielen, verschiedenartigen Mantras, wie Gewahrsein-Mantras, Dhāranīs und geheimen Mantras, übertrifft das MANI, das Sechs-Silben-Mantra von Chenrezi.“

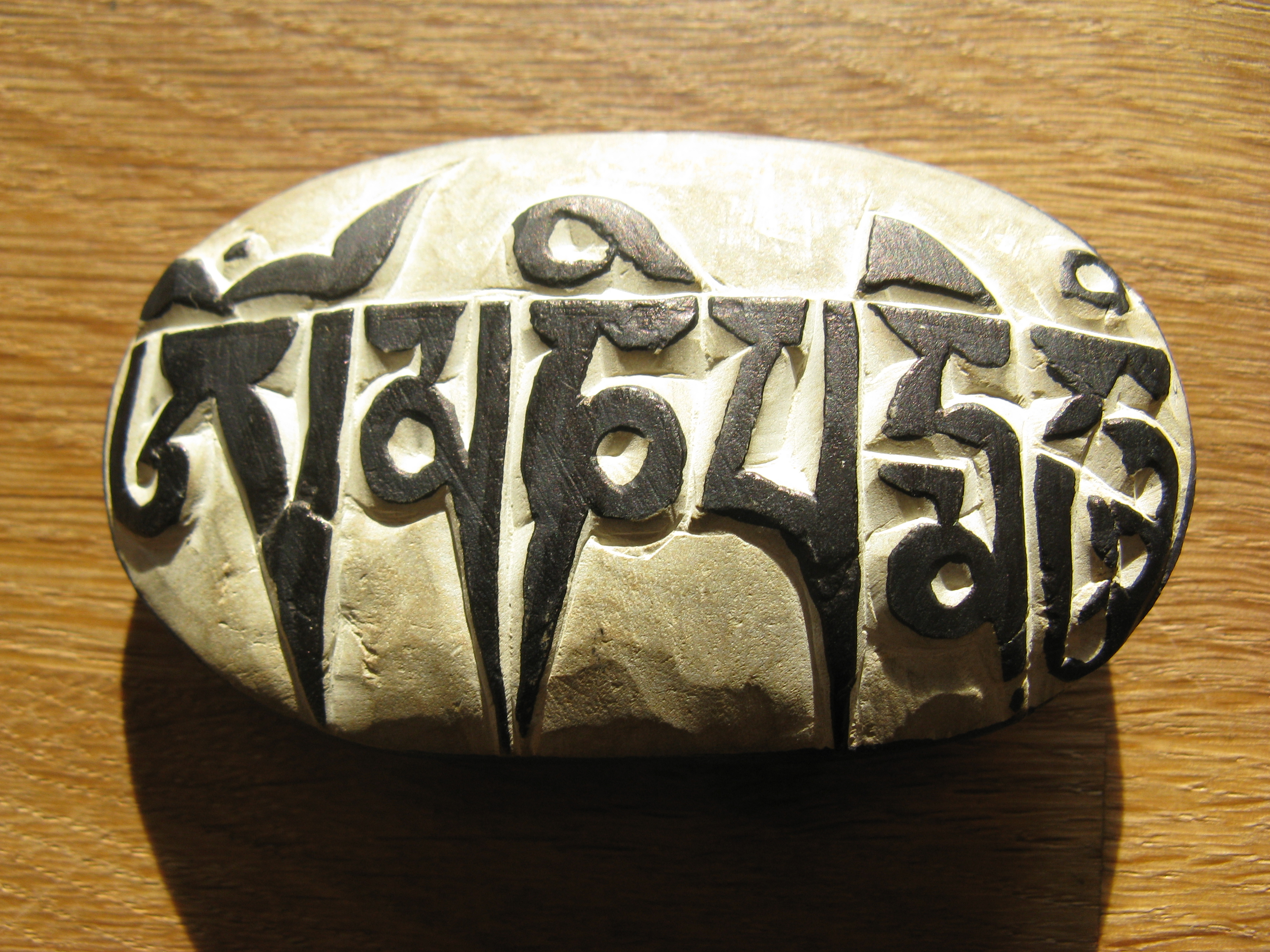
Om mani padme hum – Stein aus Tibet

In verbreiteten Erklärungen werden den einzelnen Bestandteilen des Mantras verborgene Bedeutungen beigelegt. Om oder Aum wird dabei als der Urlaut verstanden, durch den unser derzeitiges Universum entstanden ist. In diesem Sinne verstanden ist er traditionell ein wichtiger Bestandteil von Meditationspraktiken in von Indien beeinflussten Kulturräumen. Hum ist das Gegenstück dazu, also jener Laut, durch welchen das sichtbare Universum in sich zusammenstürzen wird. Mani wird im tantrisch geprägten Buddhismus Tibets als Symbol für das männliche Prinzip aufgefasst, Padme, die Lotosblüte, als Symbol für Reinheit und für das weibliche Prinzip. So gedeutet umfasst Om Mani Padme Hum die Welt, nämlich ihre Entstehung, ihr Dasein mit ihren zwei sich durchdringenden Polaritäten sowie ihr Verlöschen.
Darshan Singh, indischer Poet und Mystiker (1921–1989), deutet das Mantra auf folgende Weise: „Aus dem lotosähnlichen Licht des Aum ertönen Donnerschläge.“
Mani entstammt der Hindumythologie und ist dort eine perlenähnliche Saat, die die Eigenschaft besitzt, in der Dunkelheit zu leuchten. Tönendes Licht oder auch leuchtende Melodien stehen in der Mystik für das Licht- und Tonprinzip, die ebenfalls die ersten Offenbarungen Gottes sind. Dieses tönende Licht, das die Form eines Lotus hat, wird am dritten Auge, dem Einzelauge, zehnten Tor oder sechsten Chakra zwischen und hinter den Augenbrauen in der Meditation gesehen.